# Mimotopo
Un mimotopo es una macromolécula, a menudo un péptido, que imita la estructura de un epítopo. Debido a esta propiedad, provoca una respuesta de anticuerpos similar a la provocada por el epítopo. Un anticuerpo para un antígeno epítopo dado reconocerá un mimotopo que imita ese epítopo. Los mimotopos se obtienen comúnmente de bibliotecas de phage display a través de biopanning. Se están desarrollando vacunas que utilizan mimotopos. Los mimotopos son una especie de aptámeros peptídicos. 
Cuando el término mimotopo fue acuñado por Mario Geysen por primera vez en 1986, se usó para describir péptidos que imitan el epítopo. Sin embargo, este concepto se ha extendido para referirse a la imitación de péptidos de todos los tipos de sitios de unión. Como el imitador del sitio de unión, el análisis mimotópico se ha utilizado ampliamente en el mapeo de epítopos, identificando el objetivo del fármaco e inferiendo las redes de interacción de proteínas. Además, los mimotopos también han demostrado su potencial en el desarrollo de nuevos diagnósticos, terapéuticos y vacunas. Además, las afinidades especiales mediadas por mimotopos a varios semiconductores y otros materiales han mostrado una promesa muy alentadora en nuevos materiales y nuevos estudios de energía. Por lo tanto, merece la pena recopilar información sobre mimotopos en una base de datos especial. En 2010, se lanzó la versión 1.0 de la base de datos MimoDB. Tenía 10716 péptidos agrupados en 1229 conjuntos. Estos péptidos se extrajeron de los resultados de biopanning de bibliotecas de péptidos aleatorios exhibidos en fagos informados en 571 artículos. La base de datos MimoDB se ha actualizado a la versión 2.0. En la versión 2.0, tiene 15633 péptidos recolectados de 849 documentos y agrupados en 1818 conjuntos. Además de los datos básicos sobre los experimentos de panoramización y sus resultados, se incluye una amplia información general sobre el objetivo, la plantilla, la biblioteca y la estructura. También se ha compilado un punto de referencia para que los bioinformáticos desarrollen y evalúen sus nuevos modelos, algoritmos y programas. Además, la base de datos MimoDB proporciona herramientas para búsquedas simples y avanzadas, visualización de estructuras, BLAST y vista de alineación sobre la marcha. Los biólogos experimentales pueden usar fácilmente la base de datos como control virtual para excluir posibles péptidos no relacionados con el objetivo. La base de datos MimoDB está disponible gratuitamente. 